# Vyvyan Lorrayne
Vyvyan Lorrayne (sinh ngày 20 tháng 4 năm 1939) là một vũ công ba lê người Nam Phi, hiện đã nghỉ hưu. Được chú ý là "nhà tạo mẫu cổ điển nhẹ nhàng", cô đã giành được sự hoan nghênh với tư cách là một vũ công chính trong ballet Hoàng gia Anh trong những năm 1960 và 1970.

## Tuổi thơ và đào tạo ban đầu
Lorrayne sinh ra ở Pretoria, thủ đô của Nam Phi, nằm ở tỉnh Transvaal phía bắc (nay là Gauteng). Cha mẹ cô là Anglophones của chứng khoán Anh, mặc dù Pretoria vào thời điểm đó phần lớn là người Afrikaners. Bị mắc bệnh bại liệt khi cô bốn tuổi rưỡi, cô được gửi đến nhiều lớp khiêu vũ để giúp phục hồi chức năng. Khi nhận thấy rằng chỉ có các hệ thống đào tạo múa ba-lê nghiêm ngặt của Nga mới thực sự có ích, cô đã trở thành học trò của Faith de Villiers, một giáo viên nổi tiếng về phương pháp Cecchetti ở Johannesburg, không xa thị trấn quê nhà của mình. Đầu những năm 1950, cô gái Lorrayne đã nhảy với vở ballet thành phố Johannesburg, do de Villiers đạo diễn, và ở Natal (nay là KwaZulu-Natal), với vở ballet Durban Civic, nơi cô học với Poppin Salomon, một chuyên gia về vũ đạo múa. Năm 1956, ở tuổi 18, cô di cư sang Anh, định cư ở London và đăng ký vào trường múa ba lê Hoàng gia trên Barons Court Road. Sau một năm học ở đó, cô được thuê làm nghệ sĩ của vở ba lê Opera Garden.

## Sự nghiệp trình diễn
Lorrayne chỉ dành vài tháng với công ty opera. Sau đó vào năm 1957, cô được đưa vào Hoàng gia Ba lê, nơi cô sẽ ở lại trong hai mươi hai năm tới. Trong thập kỷ đầu tiên của cô với công ty, cô đã tăng chậm qua các cấp bậc, cho đến khi cô được bổ nhiệm làm vũ công chính vào năm 1967. Được yêu thích bởi Sir Frederick Ashton, biên đạo múa chính của Hoàng gia Ba lê, cô đã tạo ra những vai diễn đáng nhớ trong bốn tác phẩm sau này của anh. Với Anthony Dowell và Robert Mead, cô nhảy múa trong buổi ra mắt của Monotones (1965), một mê hoặc pas de trois của dẻo tuyệt vời và phối hợp thiết lập để Gymnopédies nhẹ nhàng ám ảnh của Erik Satie như dàn dựng bởi Claude Debussy và Alexis Roland-Manuel. Trong Lịch Jazz (1968), do Richard Rodney Bennett thiết lập thành nhạc, cô đã chỉ huy dàn nhạc thứ tư và trong Enigma Variations (My Friends Pictured Inside) (cũng là năm 1968), được Sir Edward Elgar thiết lập thành nhạc, cô đóng vai Isabel Fitton (Ysobel), một học sinh viola của Elgar's. Nhảy múa đến Biến thể VI (Andantino), cô đã tạo ra một hình ảnh trầm ngâm và trong một khoảnh khắc, lãng mạn của một cô gái trẻ đẹp. Vào năm 1972, cô đã nhảy với Barry McGrath trong Siesta, một pas de deux gợi cảm được viết theo âm nhạc của Sir William Walton và tạo ra như một bản nhạc cho sinh nhật thứ bảy mươi của ông.